# ヴェンツェル・フォン・ヴルム

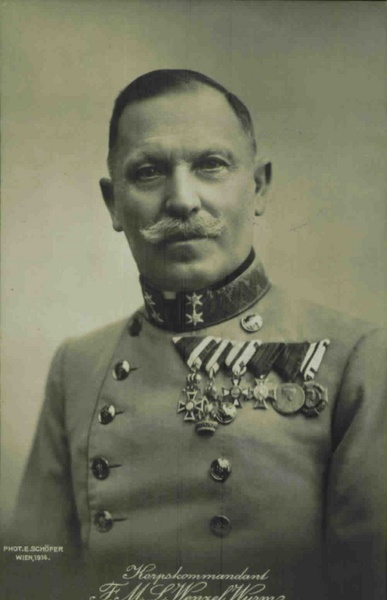

ヴェンツェル・フォン・ヴルム（Wenzel Freiherr von Wurm、1859年2月27日 - 1921年3月21日）は、オーストリア＝ハンガリー帝国の軍人。上級大将。
プラハ近郊のカロリネンタル出身。中尉の息子。1879年、ウィーンの技術士官学校を卒業し、第1工兵連隊に配属。1885年、参謀本部アカデミーで教育を受ける。その後、第58、第24歩兵旅団本部に勤務。1894年から第75歩兵連隊に勤務し、その後、第14歩兵師団（プレスブルク）参謀長。1897年5月から第76歩兵連隊長。1900年4月から第5軍団（プレスブルク）参謀長。1906年10月から第37歩兵旅団（プルゼン）長、1907年7月から第156歩兵旅団長。1910年2月、プルゼンの第19歩兵師団長に任命。1914年2月からパグズの第16軍団長。
第一次世界大戦勃発と共に、第16軍団はO.ポチオレク将軍第6軍の指揮下に入り、サンジャクを経由してウヴァチに投入された。9月、ドリナ川を渡河し、ヤゴドナを奪取した。ヴルム指揮下の第16軍団は、1914年中、オーストリア・ハンガリー軍で最も大きな成功を収め、1915年～1916年、セルビア軍を撃破するまで戦い続けた。
イタリア参戦後、1915年5月23日、第16軍団はヘルツェ西方、イゾンツォ川沿いに展開した。1917年3月、R.クラリチェク将軍と交代。1917年8月、第1軍（イゾンツォ軍）司令官に任命。1917年11月、第7軍団（G.シャリツァー・フォン・レニ）、第23軍団（フォン・クシクセリクス）がヴルムの指揮下に入った。1918年1月6日、第1軍は第2軍と統合されイゾンツォ軍となり、ヴルムがその司令官となった。1918年6月、ピヤヴェ攻勢時、ヴルムの指揮下には、第16軍団（クラリチェク）、第4軍団（A.ショーンブルク＝ハルテンシュタイン）、第7軍団（レニ）、第23軍団（クシクセリクス）が存在した。オーストリア＝ハンガリー帝国の崩壊まで同軍司令官に留まる。
1918年11月、退役。